# Cedric Ogbuehi
Cedric Ogbuehi (Allen, 25 aprile 1992) è un giocatore di football americano nigeriano che milita nel ruolo di offensive tackle per i Seattle Seahawks della National Football League (NFL).

## Carriera universitaria
Ogbuehi al college giocò a football alla Texas A&M University dal 2010 al 2014. Dopo avere passato la prima stagione come redshirt, poteva cioè allenarsi con la squadra ma non scendere in campo, disputò 10 gare nel 2011, di cui sei come guardia titolare. Dopo avere disputato come partente tutte le gare nel 2012, l'anno seguente fu spostato nel ruolo di tackle, venendo premiato come All-American nel 2014 dalla Walter Camp Football Foundation.

## Carriera professionistica

### Cincinnati Bengals
Nei giorni precedenti al Draft NFL 2015, NFL.com aveva classificato Ogbuehi come una delle potenziali scelte della seconda metà del primo giro dell'evento. Il 30 aprile fu selezionato come 21º assoluto dai Cincinnati Bengals. Debuttò come professionista subentrando nella gara della settimana 13 contro i Cleveland Browns. Da quel momento scese sempre in campo, terminando la sua stagione da rookie con cinque presenze.

### Jacksonville Jaguars
Nel 2019 Ogbuehi passò ai Jacksonville Jaguars. Nell'unica stagione in Florida disputò 14 partite, nessuna delle quali come titolare.

### Seattle Seahawks
Il 18 marzo 2020 Ogbuehi firmò con i Seattle Seahawks un contratto annuale del valore di 3,3 milioni di dollari.

### Houston Texans
Il 14 marzo 2022 Ogbuehi firmò un contratto annuale con gli Houston Texans.